# Gamasomorpha barbifera
Gamasomorpha barbifera är en spindelart som beskrevs av Tong och Li 2007. Gamasomorpha barbifera ingår i släktet Gamasomorpha och familjen dansspindlar. Inga underarter finns listade i Catalogue of Life.